# Сафикюрдский, Махмуд бек
Махмуд Бек Сафикюрдский (азерб. Mahmud bəy Səfikürdski; 15 сентября 1898, Сафикюрд, Елизаветпольская губерния — 14 июля 1972, Стамбул) — азербайджанский юрист, деятель спецслужб, купец.

## Биография
Родился 15 сентября 1898 года в семье переводчика Елизаветпольской губернской канцелярии.
В 1909 году поступил в Гянджинскую гимназию. Не окончив её, в мае 1917 года был призван в армию в составе русских войск. Принимал участие в боях на Румынском фронте, в июле вернулся в Гянджу.
После окончания гимназии в 1919 году, полмесяца пытался изучать тонкости юридической науки в качестве кандидата следствия в Гянджинском окружном суде. В том же году поступил на медицинский факультет Бакинского государственного университета. Из-за семейного положения и финансовых трудностей он подал заявление о приеме на работу к руководителю «Организации по борьбе с контрреволюцией» Наги бею Шейхзаманлы. Из архивных материалов известно, что к работе заместителем начальника этой организации он приступил 19 ноября 1919 года.
После установления Советской власти, 9 ноября 1920 года Махмуд Бек был направлен в Чрезвычайную Комиссию Азербайджана из-за нехватки кадров. В тот же день правительству был представлен отчет об организации, где он работал, в котором говорилось о том, какова была её прошлая деятельность. А 13 дней спустя был подписан ордер № 1096 на арест Махмуда. 23 ноября был арестован в городе Губа и отправлен в Баку. Обвинялся в антикоммунистических выступлениях, в результате чего Махмуд-бек был освобожден от занимаемой должности 14 января 1921 года, но арестован не был.
Вместе со своими братьями эмигрировал в Турцию, где сменил фамилию на Сафюртлу и занялся торговлей хлопком, джутом, скотом и индийскими товарами. Переехав из Турции в Югославию, женился на Тамаре Витальевне из России. От этого брака родилась дочь по имени Ангел. В тот период его братья, установившие связи с Венгрией, основали компанию «Türk-Macar Ticaret».
В 1941 году карго братьев Сафюртлу, которые хотели импортировать 1000 тонн джута из Индии в белградскую деревню Младеновац, было оставлено британским правительством, которому было поручено направить груз в Стамбул, а не в Югославию, находящуюся под угрозой оккупации нацистской Германией. Братья продали груз в Швейцарию за 2,8 миллиона франков, хотя югославская фабрика подала на них в суд после того, как её директор узнал об этом, но смог получить только 800 000 франков. В это же время Махмуд Бек уехал в Берлин. По данным британских источников, он находился там в определённых контактах с немцами, обсуждая вопрос о независимости Азербайджана от СССР. Позже Махмуд Бек был арестован гестапо в Вене 2 ноября 1942 года. Из записей гестапо становится известно, что Махмуд Бек ранее был арестован в Инсбруке по статье «Измена», но позже сбежал. Согласно информации, хранящейся в британских архивах, он и его брат Джахангир не получили положительного ответа на заявления на визу, а в качестве причин указывались их сомнительные связи с «Организацией по борьбе с контрреволюцией» и нацистской Германией в прошлом. К нему даже относились с подозрением из-за его непродолжительной работы с НКВД в советское время.
Махмуд Бек переехал в Нью-Йорк в 1947 году, где основал компанию «Atlantic commerce Corp.», а также имел детей Али, Лейлу и Белкиса. Занимался экспортом мулов из США в Грецию в 1949 году. Подавал иск в Верховный суд в июле 1951 года о взыскании долга в размере 50 000 долларов против турецкого судна «Мардин» и его владельца Хашима Мардина.
В 1954 году вернулся в Стамбул после гибели своего брата Джахангира в авиакатастрофе. Умер 14 июля 1972 года.